# Lucila Engels-Boskaljon
Lucila Engels-Boskaljon (Willemstad, 19 augustus 1920 - Curaçao, 27 februari 1993) was een Curaçaos kunstschilder, muralist en mozaiek- en beeldend kunstenaar. Ze staat bekend als een van de beste en bekendste kunstenaars van Curaçao en was samen met Chris Engels grondlegger van de Curaçaose moderne kunst. 

## Biografie
Lucila Boskaljon werd geboren in het stadsdeel Otrobanda en heeft er doorlopend gewoond in onder meer de Witteweg, Huize Belvedère, Den Amsterdam en laatstelijk in Huize Stroomzigt. Zij was de tweede dochter van Rudolf (Shon Dòdò) Boskaljon (1887-1969) en Graciela Ecker (1888-1981). Zowel haar vader als haar grootvader, Johannes (Shon Janchi) Boskaljon (1863-1936), waren bekende Curaçaose musici en componisten.

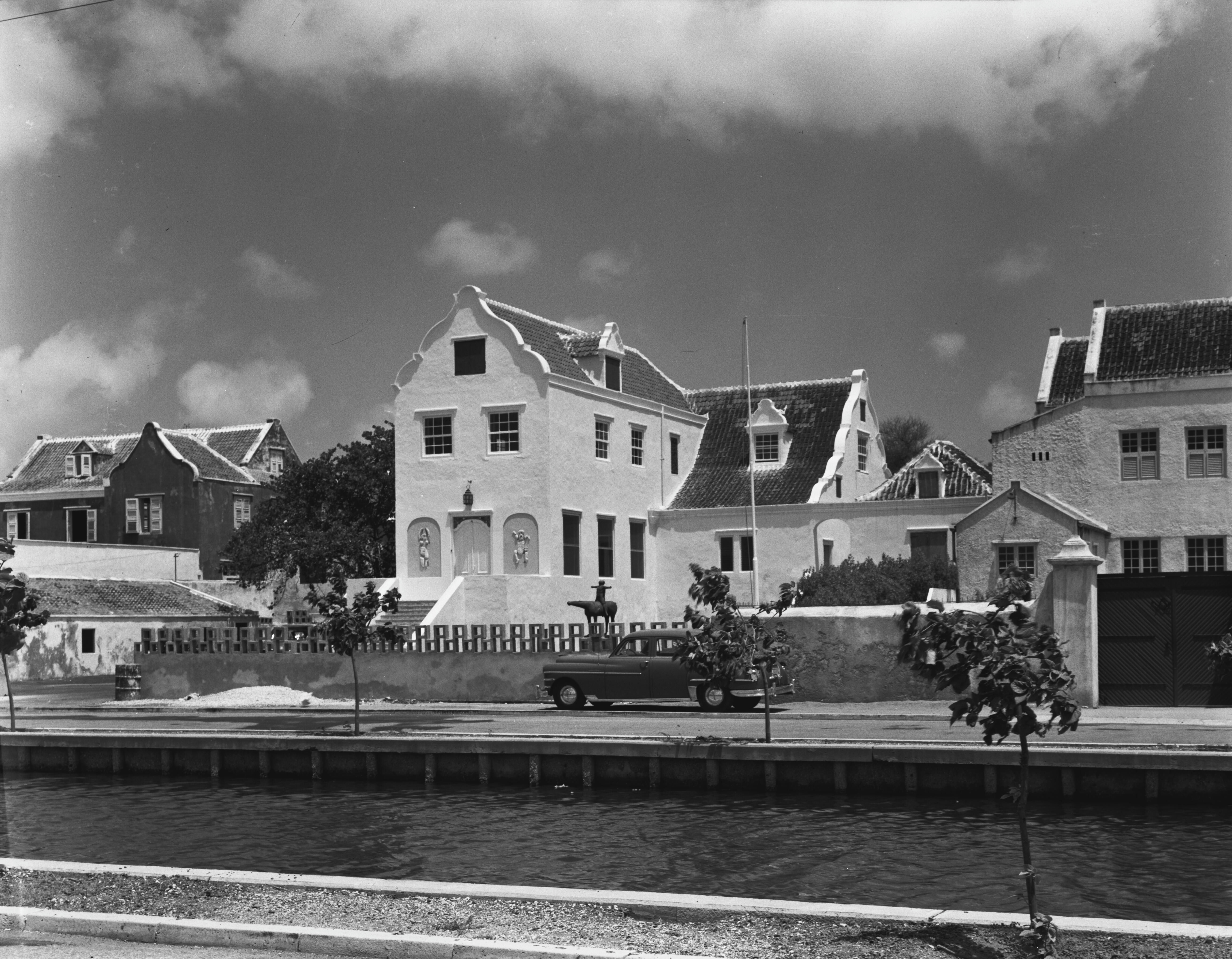
Huize Stroomzicht in Otrobanda

 Ze groeide op in een kunstzinnig milieu en speelde op jonge leeftijd viool in het Curaçaos filharmomonisch orkest, waarvan haar vader oprichter en dirigent was. In 1939 trouwde zij met Chris Engels, arts, kunstschilder, dichter en musicus. Uit het huwelijk werden vier kinderen geboren.
Engels-Boskaljon begon te schilderen tijdens de Tweede Wereldoorlog. Onder begeleiding van haar man ontwikkelde zij zich als autodidact. Haar stijl evolueerde van primitief naar expressionistisch en is nader aangeduid als "kleurrijk en romantisch expressionisme". Haar werk kreeg in de vijftiger en zestiger jaren van de 20ste eeuw bekendheid.
Naast olieverfschilderijen maakte ze mozaïeken, muurschilderingen en drijfhoutplastieken. In Curaçao zijn haar mozaïektableaus onder meer te zien op de buitenmuur van het Advent Ziekenhuis en op de gevel van de waterzuiveringsinstallatie te Klein Hofje; haar muurschilderingen in de devotiekapel op Daniel, Bandabou. In Huize Stroomzigt, die zij samen met haar man restaureerde, treft men een door haar vervaardigde mozaiektableau en een ijzeren trap ontworpen door Gerrit Rietveld. Engels vormde samen met haar man het "Curaçao-lid" van de Nederlandse Federatie van Beroepsverenigingen van Kunstenaars.

### Exposities
Haar eerste tentoonstelling vond plaats in 1948 in een paviljoen in het Vondelpark te Amsterdam. In het Curaçaosch Museum had ze een tentoonstelling in 1950 en 1954. In 1953 nam zij deel aan de eerste groepstentoonstelling van Antilliaanse kunst in het Stedelijk Museum Amsterdam: "Curacao, schilderend en geschilderd". Haar werk werd ook in 1948, 1957, 1967, 1983 en 2017 tentoongesteld in Nederland. In 1967 was haar collectie als reizende tentoonstelling gepresenteerd in zes Nederlandse steden. 
Buiten het Koninkrijk exposeerde zij in Caracas, Venezuela (1955 en 1969), de Dominicaanse Republiek (1963), New York, VS (1967) en Colombia (1975) en nam zij nam deel aan de Biënnale van São Paulo in 1961 en 1967.

### Overige activiteiten
Engels staat bekend als de eerste Curaçaose vrouw die voor de bevolking activiteiten op het gebied van kunst- en kultuur organiseerde. Omstreeks 1964 begon zij met het geven van teken- en schilderlessen in het Cultureel Centrum van Curaçao. Ook ging ze met haar lessen de wijken in om vooral jongeren te bereiken. Met het werk van haar cursisten organiseerde zij tentoonstellingen. Ook stuurde zij het werk als inzending naar internationale wedstrijden voor jong talent in Zwitserland en Italië, waar in 1973 en 1975 de eerste en tweede prijs werd behaald. In die tijd was zij tevens actief in het Capriles kliniek als schildertherapeut.
Het Curaçaosch Museum kwam van 1948 tot 1969 onder haar beheer. Zij werd curator van 1970 tot 1986 en legde zich toe op het aantrekken van tentoonstellingen uit het buitenland. De ontmantelde Shon Janchi Boskaljonkiosk, een monument onthuld in 1937 op Brionplein ter nagedachtenis van haar grootvader, wist zij te restaureren en in 1986 in te wijden in de tuin van het Curaçaosch Museum.

## Eerbetoon
In 1970 kreeg zij de Cola Debrotprijs uitgereikt voor haar enorme werklust en productiviteit op artistiek niveau; haar werkzaamheden op tekengebied met de jeugd en haar talrijke exposities in binnen- en buitenland. Zij was de eerste Antilliaanse kunstenaar waarvan haar werk werd afgebeeld op een postzegel van de Posterijen van de Nederlandse Antillen. Het betrof de serie "Moeder en kind" uit 1993.